# Ewald Christian Victorin Dietrich
Ewald Christian Victorin Dietrich (* 19. Juli 1785 in Grünhayn, Erzgebirge; † 15. September 1860 in Leipzig) war ein deutscher Militärarzt, Geburtshelfer und Schriftsteller.

## Leben
Ewald Christian Victorin Dietrich wurde als Sohn des kurfürstlich-sächsischen Justizrates Johann Friedrich Dietrich geboren. Er studierte eine Zeit lang Rechtswissenschaft und besuchte danach das Dresdner Collegium medico-chirurgicum, die erste Ärzteschule der Stadt Dresden. Dietrich führte das Medizinstudium in Leipzig fort und promovierte anschließend in Jena. In Leipzig lernte er den Regimentsarzt Friedrich Schiller (1759–1805) kennen. 1809 trat er in ein sächsisches Armeecorps als Unterchirurg ein, machte die Feldzüge in Polen, Russland und den Niederlanden und Frankreich mit, wurde daraufhin im Jahr 1815 Oberchirurg und kam bei der Teilung Sachsens als Oberarzt in preußische Dienste. Er zog mit der preußischen Armee durch das Rheinland, Lüttich und Paris. Er behandelte auch Marschall Gebhard Leberecht von Blücher (1742–1819). Dietrich ließ sich anschließend als praktischer Arzt in Scheibenberg und Moritzburg nieder, im Jahr 1820 ging er mit der österreichischen Armee als Oberchirurg nach Italien. Dann folgten ärztliche Tätigkeiten in Dresden und später in Leipzig. Seine letzten Lebensjahre verbrachte er in dem Leipziger Johannishospital. 
Dietrich hatte eine schriftstellerische Ader. Er publizierte unter den Pseudonymen E. Wahrmann und G.F. Horvath. Er schrieb Gedichte, Erzählungen, Märchen, Abenteuerromane und Autobiographisches. Viel Aufmerksamkeit widmete er auch Böhmen, seiner Geschichte und seinen Kurbädern. Seine gute Beziehung zu den böhmischen Kurorten belegen auch einige im Marienbader Stadtmuseum überlieferte Briefe an den dortigen Brunnenarzt Dr. Adalbert Eduard Danzer (1794–1862).
Dietrich beschäftigte sich auch mit der Krankenpflege. In dem 1823 erschienenen Buch „Hausarzneikunde für Stadt und Land“ formulierte Dietrich Hausmittel bei Erkrankungen und Hinweise für die häusliche Krankenpflege. Im Jahr 1827 folgte das „Noth- und Hülfsbüchlein für Krankenpfleger und Krankenpflegerinnen.“ Dietrichs Auffassungen von Pflege ähneln an manchen Punkten den Vorstellungen des Heidelberger Arztes und Sozialreformers Franz Anton Mai (1742–1814). Die Vorstellungen dieser beiden Mediziner markieren den Beginn der modernen Krankenpflege.

## Gedichte, Erzählungen, Märchen
- Gedichte, 1812, 2. Aufl. 1820.
- Clara und Mathilde, der Jungfrauen Reise nach Tharand, in die sächsische Schweiz und nach Karlsbad. Eine idyllische Erzählung, 1822.
- Des Arztes Lehr- und Wanderjahre auf Reisen und im Felde, 1823.
- Der Kuckukstein oder die Ritter des Elbhochlandes. Ein Histor. Roman aus d. Zeiten d. Donaer Fehde u. d. Hussitenkrieges, 1825.
- Des Jägers Waffenglück und Minne, 1826.
- Die Verlobung am Hochgerichte und des Pfarrers Tochter von Taubenheim, 1829.